# Charles Grips
Charles Jean Eugène Marie (Charles) Grips (Vught, 11 juni 1907 – 's-Hertogenbosch, 5 oktober 1955) was een Nederlandse beeldhouwer en schilder.

## Leven en werk
Grips werd geboren in een kunstenaarsfamilie, hij was een zoon van de schilder Frits Grips en Hendrika Maria Font Freide. Hij trouwde met Johanna Maria Petronella Ghijben.
Grips kreeg zijn opleiding aan de Koninklijke School voor Nuttige en Beeldende Kunsten in 's-Hertogenbosch en was een leerling van André Verhorst, Piet Slager jr. en August Falise. Hij maakte was actief als schilder en beeldhouwer en maakte vooral christelijk religieus werk, waaronder kerkschilderingen, altaarkruisen en doopvonten. Hij ontwierp ook voor het Atelier St. Joris in Beesel en maakte na de Tweede Wereldoorlog een aantal oorlogsmonumenten.
Hij overleed op 48-jarige leeftijd.

## Werken (selectie)
- Vier ambachtslieden (1937) aan het raadhuis van Vught
- Gevelbeeld van Jozef met twee kinderen (1941), St. Jozefschool in Schipluiden
- Mariabeeld (1948), Someren-Heide
- Kruisbeeld (1949), Nijmegen
- Heilig Hartbeeld (Hintham) (1949)

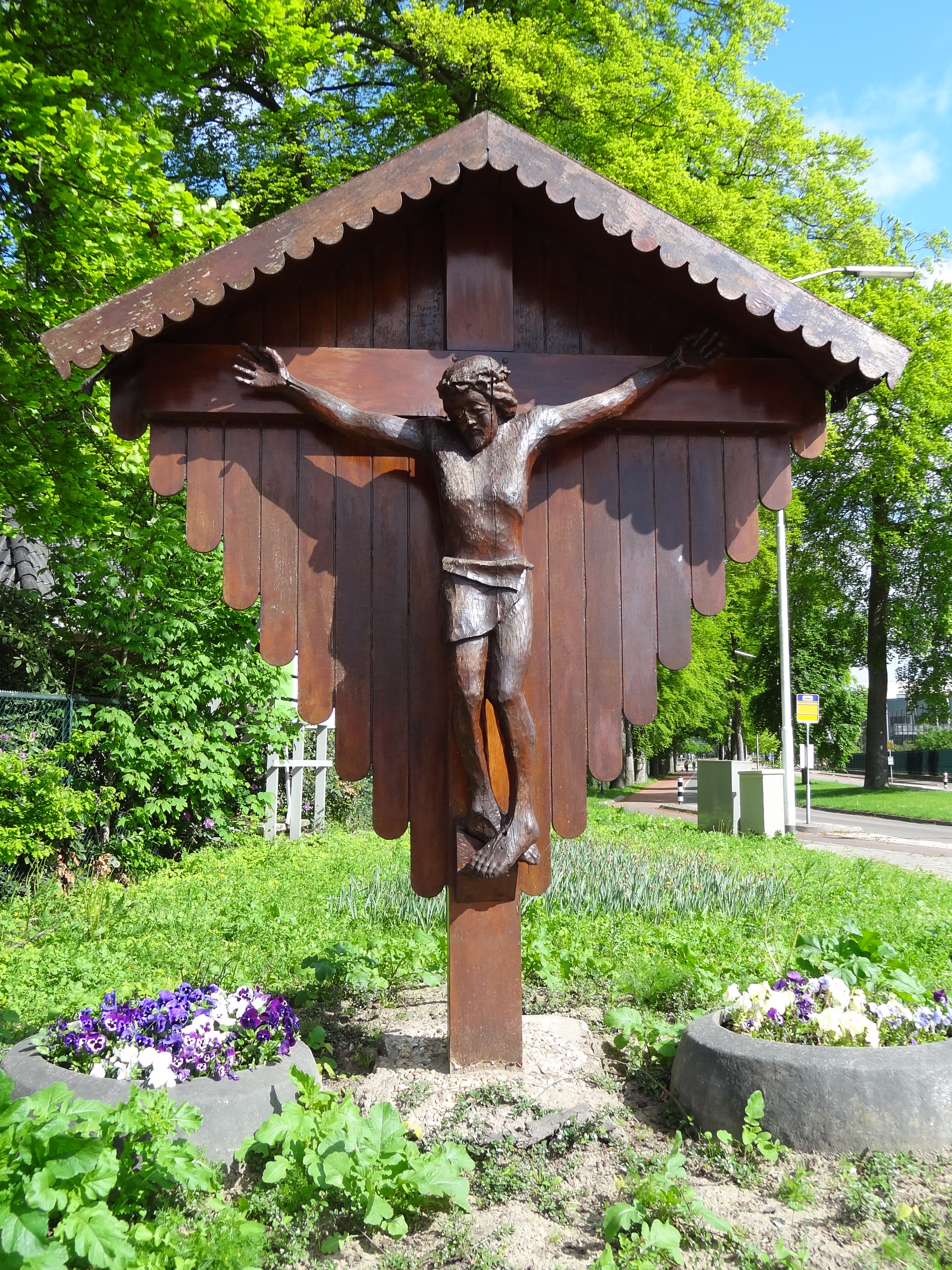
Kruisbeeld, Nijmegen
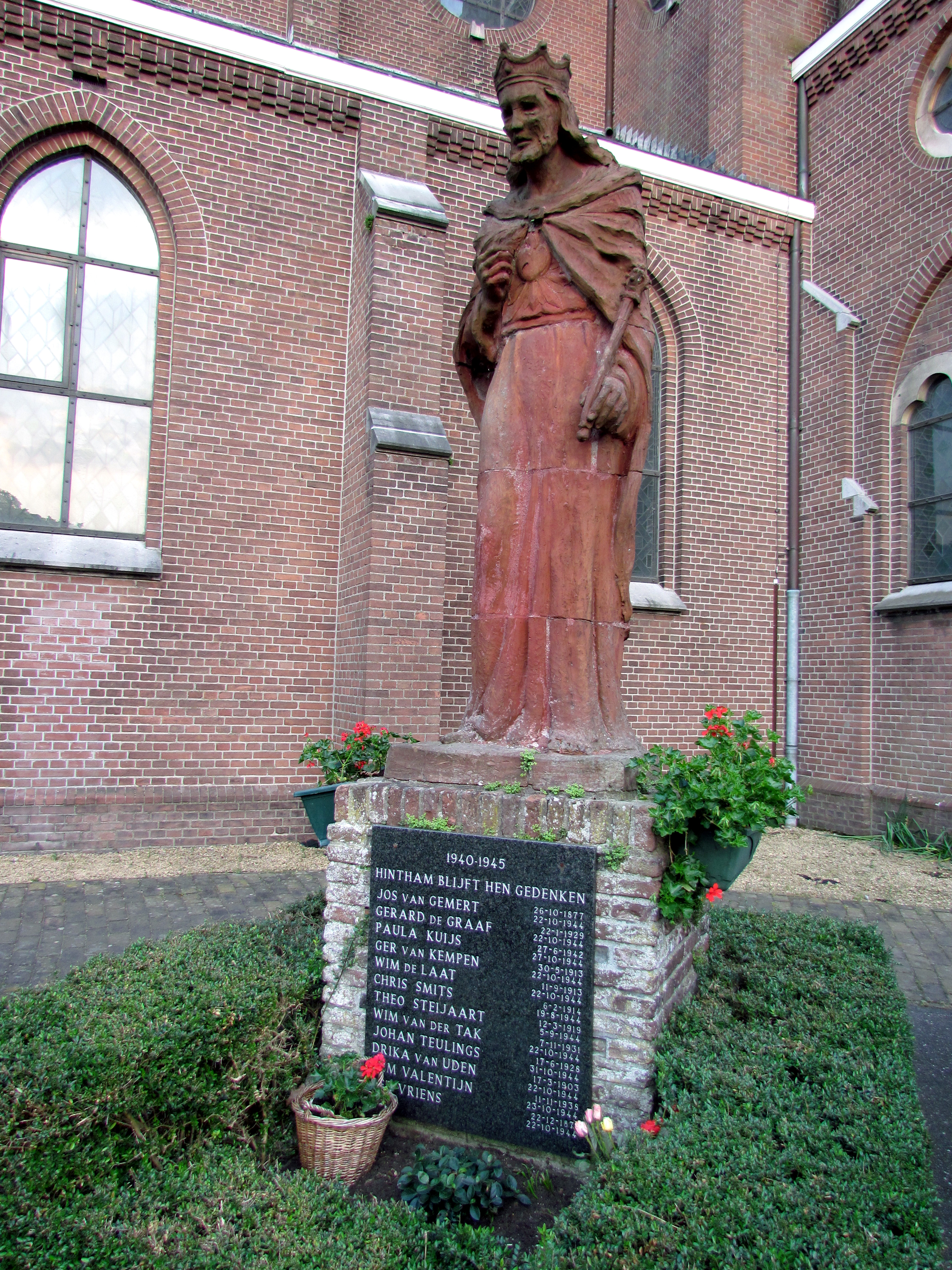
Heilig Hartbeeld (Hintham)